# Bugineser
Bugineser (Bugi) är ett malajfolk ursprungligen bosatta vid Bonibukten på södra Celebes.
Bugineserna har gjort sig kända som duktiga sjöfarare och kolonister och som fruktade sjörövare. De har under sina färder spritt sig vida i den sydostasiatiska övärlden och finns längs stora delar av Celebes kuster, på Borneo, Malackahalvön och på Små Sundaöarna. Deras maktutveckling sammanföll med islams införande i området, deras maktutbredning kulminerade under 1700-talet.